# Мобил (город)
Моби́л (англ. Mobile [moʊˈbiːl]) — город и порт на юге США, в бухте Мобил Мексиканского залива, в устье одноимённой реки. 
Третий по величине город штата Алабама, имеет для него важное экономическое значение.

## История

### Раннеколониальный период
Мобил был основан в 1702 году французами под управлением Жан-Батиста де Бенвилля и назывался полностью Форт Луи де ла Мобиль. 
В 1711 году после серии ураганов и наводнений было решено перенести форт севернее, но также недалеко от бухты Мобил, которая фактически является лиманом рек Мобил и Алабама.

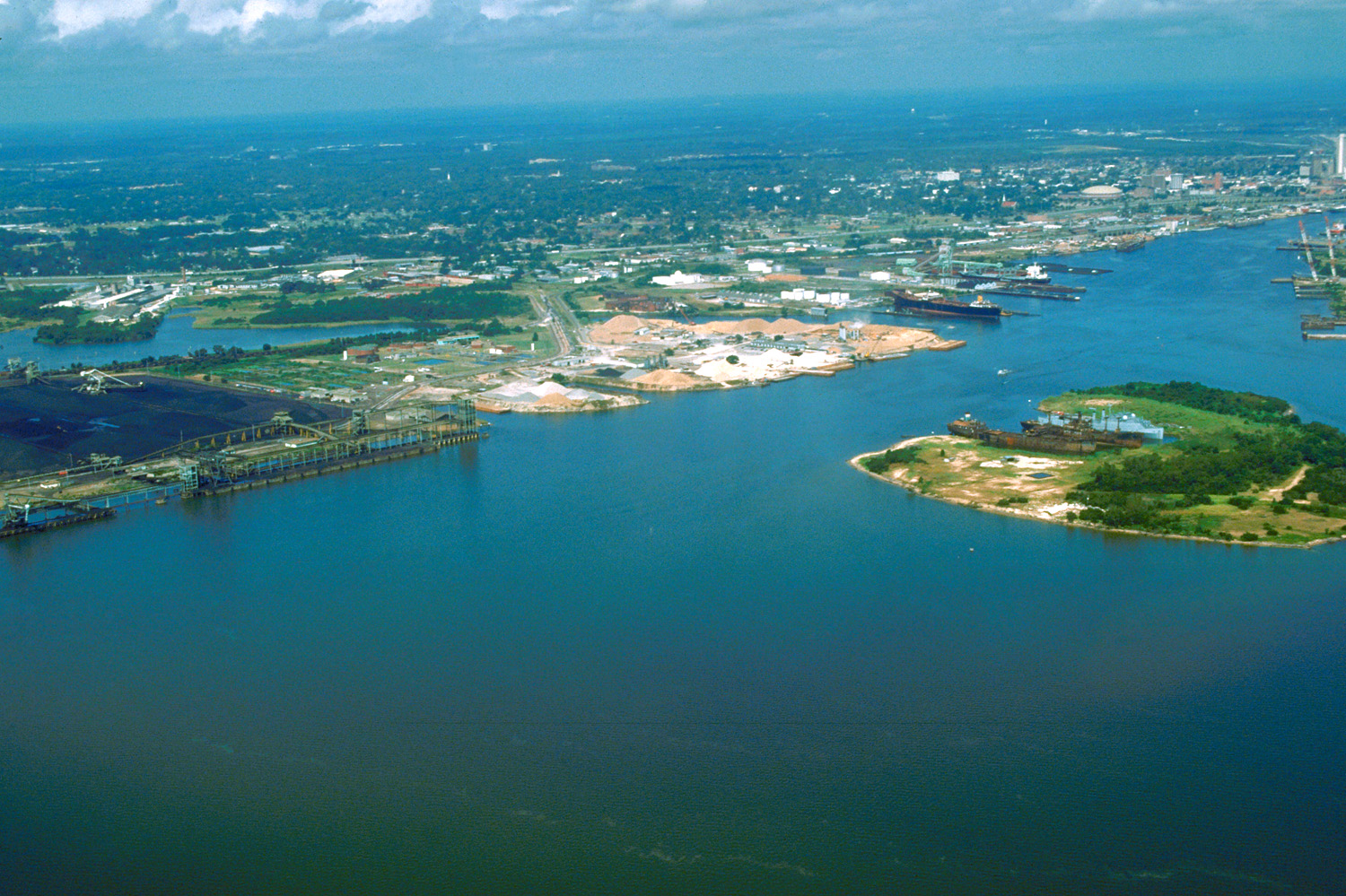
Мобил с высоты птичьего полёта

В 1702—1720 годах форт являлся столицей французской Луизианы. 
Затем столица была перенесена в Билокси (Миссисипи), а позже, в 1723 году — в Новый Орлеан. Таким образом, город утратил свой столичный статус, а вместе с ним и значительную часть финансово-экономических дотаций французской короны. Тем не менее, в 1723 году в городе началось возведение первых кирпичных зданий и он был переименован в Форт Конде, в честь полководца принца Конде.
В 1763 году, однако, город ожидало сильное потрясение, так как по окончании франко-индейской войны и заключении Парижского мирного договора город был передан Великобритании. 
Прибытие англичан имело крайне негативные последствия для жителей города: распространились крайние формы дискриминации, расизма, расовой сегрегации, рабства. Бывшие креолы, метисы и цветные вынуждены были покинуть город, уехав в Мексику или Луизиану.
Позже город был передан США и вошёл в состав штата Алабама. Статус города был официально закреплён за Мобилом с 1819 года.
В 1995 году город был награждён премией All-America City Award (с англ. — «Всеамериканский город») присуждаемой Национальной гражданской лигой, которую неофициально называют «Нобелевской премией за конструктивное гражданство» и которая выдается за активную гражданскую позицию жителей некорпоративных сообществ Соединённых Штатов в жизни местного самоуправления.

### В составе США
Бухта Мобил — место великих сражений времён Гражданской войны 1860-х годов. Здесь располагалась главная верфь Конфедерации. Будучи единственным морским портом в штате, город быстро развивался как экспортный центр, вывозящий из Бирмингема железную руду и сталь, а также древесину и сельхозпродукцию. Также Мобил — одна из главных баз Береговой охраны США, здесь находится крупный тренировочный центр.

## Демография

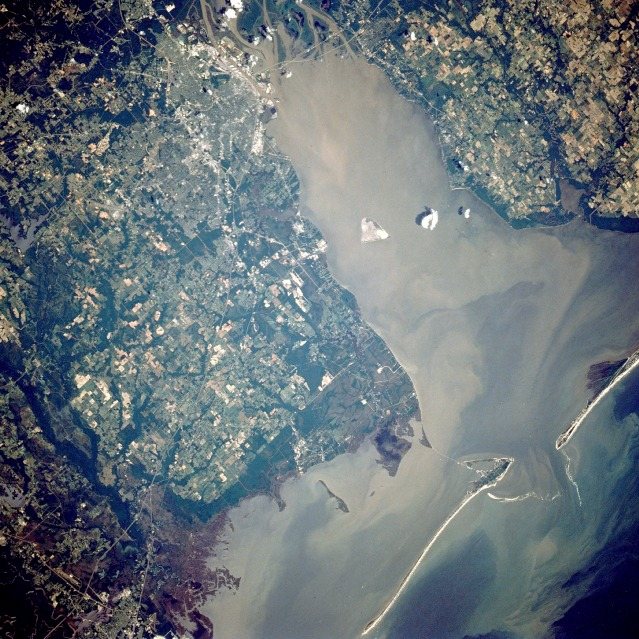
Мобил из космоса

Население — 195 111 жителей (2010), третье место в Алабаме. Население агломерации составляет 412 922.
В 1970 году в городе насчитывалось 190 тыс. жителей, с пригородами 377 тыс. жителей, в том числе свыше 1/3 негры. С тех пор в городе усилился отток белых в пригороды (субурбанизация), поэтому в структуре населения современного Мобила белые составляют меньше половины (около 49 %) жителей. По численности с ними практически сравнялись афроамериканцы (около 48 %), также увеличивается азиатская и латиноамериканская общины. В современном Мобиле преобладает английский язык, негры — потомки бывших рабов, завезённых в США из Африки, разговаривают на его особом наречии — эбоникс.

## Климат
Географическое положение Мобила на берегу Мексиканского залива обеспечивает мягкий субтропический климат с жарким влажным летом и мягкой дождливой зимой. Самая низкая температура воздуха была зафиксирована 13 февраля 1899 года (-18°С), а самая высокая — 29 августа 2000 года (41°С).
| Показатель                    | Янв.  | Фев.  | Март | Апр. | Май  | Июнь | Июль | Авг. | Сен. | Окт. | Нояб. | Дек.  | Год   |
| ----------------------------- | ----- | ----- | ---- | ---- | ---- | ---- | ---- | ---- | ---- | ---- | ----- | ----- | ----- |
| Абсолютный максимум, °C       | 28,8  | 28,8  | 32,7 | 34,4 | 37,7 | 39,4 | 40,0 | 40,5 | 39,4 | 35,0 | 30,5  | 27,2  | 40,5  |
| Средний суточный максимум, °C | 16,0  | 18,0  | 21,7 | 25,2 | 29,2 | 31,8 | 32,7 | 32,6 | 30,5 | 26,2 | 21,5  | 17,0  | 25,2  |
| Средняя температура, °C       | 10,2  | 12,1  | 15,6 | 19,1 | 23,4 | 26,5 | 27,7 | 27,6 | 25,2 | 20,2 | 15,3  | 11,3  | 19,5  |
| Средний суточный минимум, °C  | 4,4   | 6,2   | 9,5  | 13,0 | 17,6 | 21,3 | 22,6 | 22,5 | 20,0 | 14,2 | 9,2   | 5,6   | 13,8  |
| Абсолютный минимум, °C        | −16,1 | −18,3 | −6,1 | 0,0  | 6,1  | 9,4  | 16,6 | 13,8 | 5,5  | −1,1 | −5,5  | −13,3 | −18,3 |
| Норма осадков, мм             | 143   | 129   | 155  | 121  | 130  | 154  | 184  | 176  | 129  | 93   | 130   | 128   | 1679  |
| Источник: NWS                 |       |       |      |      |      |      |      |      |      |      |       |       |       |

## Экономика

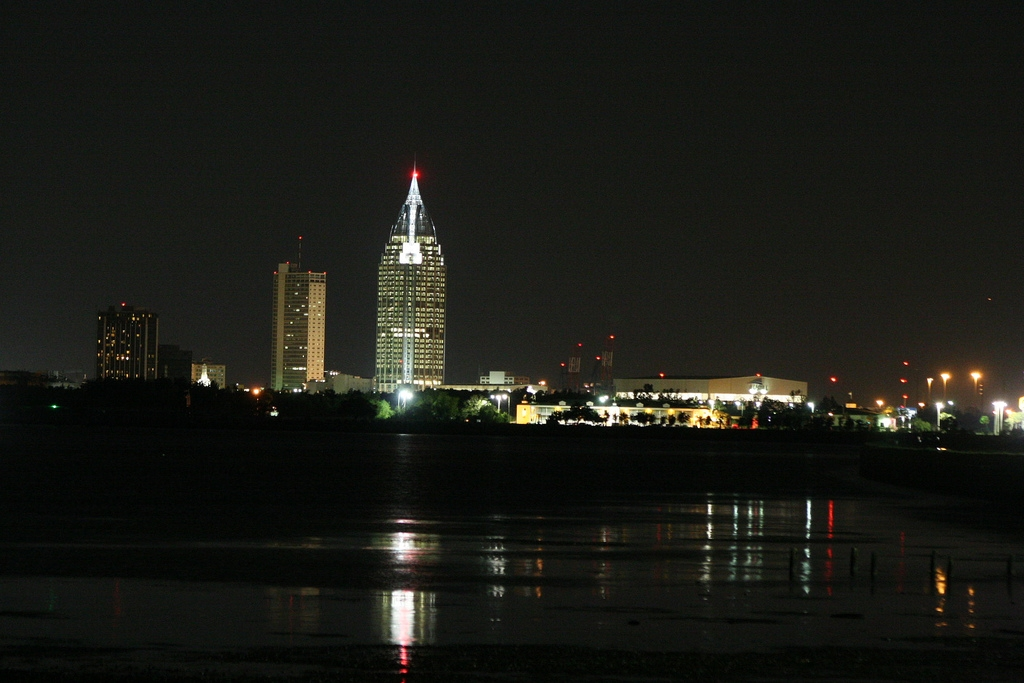
Мобил со стороны Мексиканского залива

Мобил — крупный порт в Мексиканском заливе. Начальный пункт канализированного водного пути к городу Бирмингем. Грузооборот порта в начале 1970-х составлял 23,7 млн тонн (1972; значительный ввоз бокситов). 
Развиты деревообрабатывающая и целлюлозно-бумажная, химическая промышленность, производство глинозёма, цемента.
Также судостроение, судоходство, судоремонт; нефтепереработка, добыча нефти и газа. 
Имеется огромный алюминиевый завод. 
Аэропорт/технопарк Mobile Aeroplex at Brookley (там расположено подразделение Airbus — Airbus Mobile, также Continental Aerospace Technologies — американский производитель авиационных двигателей).
Развита торговля со странами Латинской Америки.

## Образование
В городе расположен Университет Южной Алабамы (University of South Alabama) с медицинским центром, Спрингхиллский колледж, Мобильский колледж, Муниципальный спортивно-оздоровительный комплекс на 16 тыс. мест, а также главный офис международного американского университета «York».

## Здания
В Мобиле находятся 15 зданий высотой более 30 метров. Самое высокое — RSA Battle House Tower (227 метров) — самое высокое здание штата Алабама с 2006 года. 
Кроме того, здесь же стоят здания 
RSA–BankTrust Building (4-е место по высоте в штате) и 
Renaissance Riverview Plaza Hotel (10-место).

### Музеи
В городе имеются Мобильский художественный музей и Мобильский исторический музей, расположенный в здании, известном, как Старая мэрия.